# Hyorhinomys stuempkei
Hyorhinomys stuempkei  (лат.) — вид грызунов из семейства Мышиные (Muridae). Описан в 2015 году. Является эндемиком острова Сулавеси в Индонезии. Описывается как «свиноносая крыса».
Морфологические отличия от других землеройковых крыс и филогенетический анализ позволили выделить вид в отдельный род Hyorhinomys.
Размеры Hyorhinomys stuempkei сопоставимы с обычной крысой. Они имеют длинные ноги и длинную шерсть в области паха.